# Ebounou
Ebounou este o comună din departamentul Grand-Lahou, regiunea Lagunes, Coasta de Fildeș.